# 스팟라이트 오토모티브
스팟라이트 오토모티브(영어: Spotlight Automotive, 중국어 간체자: 光束汽车, 병음: Guāngshù Qìchē)는 BMW와 만리장성 자동차의 합작 투자 회사이다.

## 역사
2018년 합의에 따라 BMW와 만리장성 자동차는 2019년 11월에 스팟라이트 오토모티브를 설립하였다.
2020년부터 2022년까지 장쑤성 장자강시에 생산 기지를 완공했으며,최초의 양산형 자동차인 미니 쿠퍼 SE(J01)는 2023년 10월 14일에 공장에서 출고되었다.

## 차종
- 미니 쿠퍼 E/SE (J01) (2024년~현재), 소형 해치백, BEV
- 미니 에이스맨 (J05) (2024년~현재), 소형 SUV, BEV

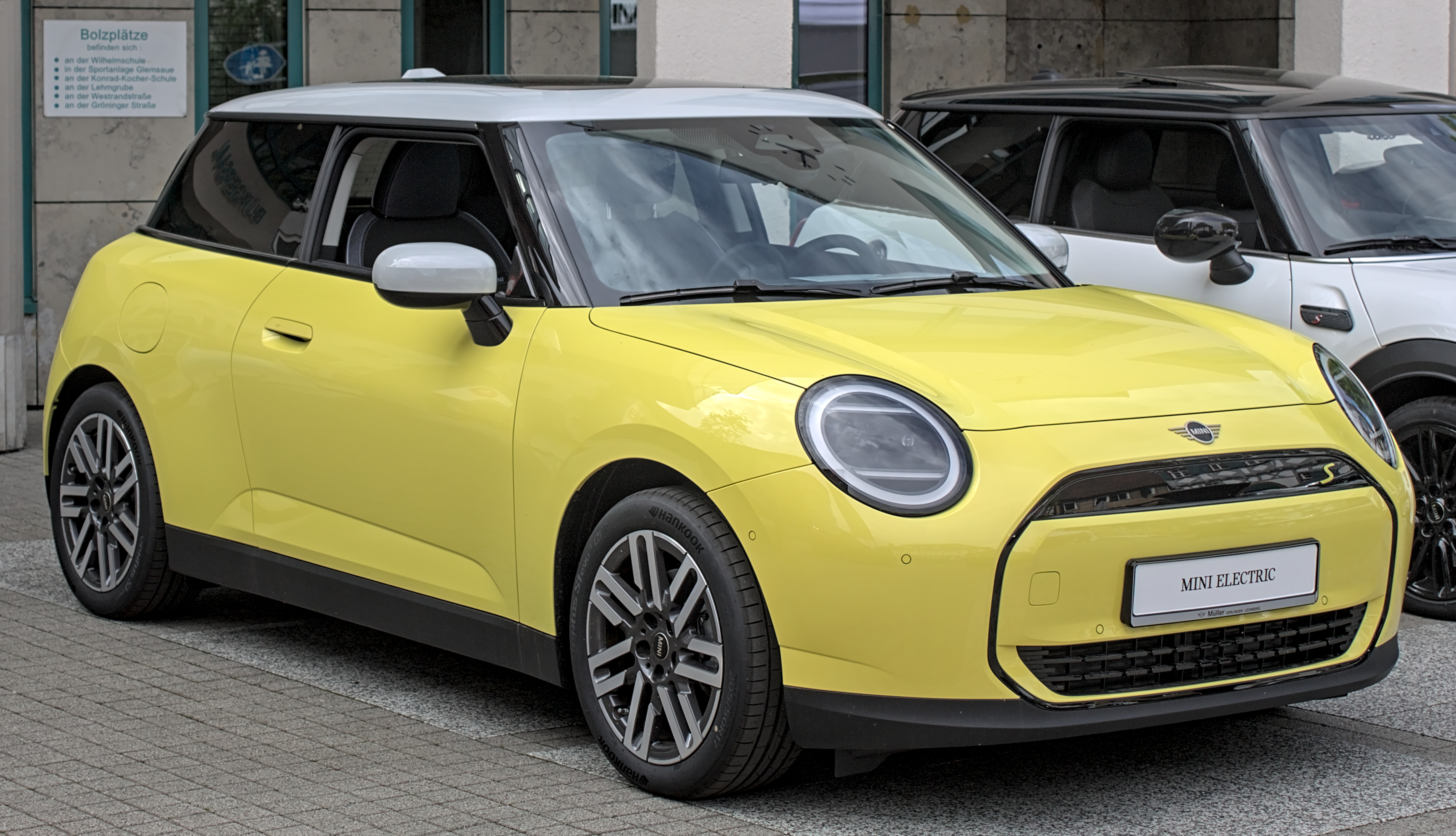
미니 쿠퍼 SE(J01)
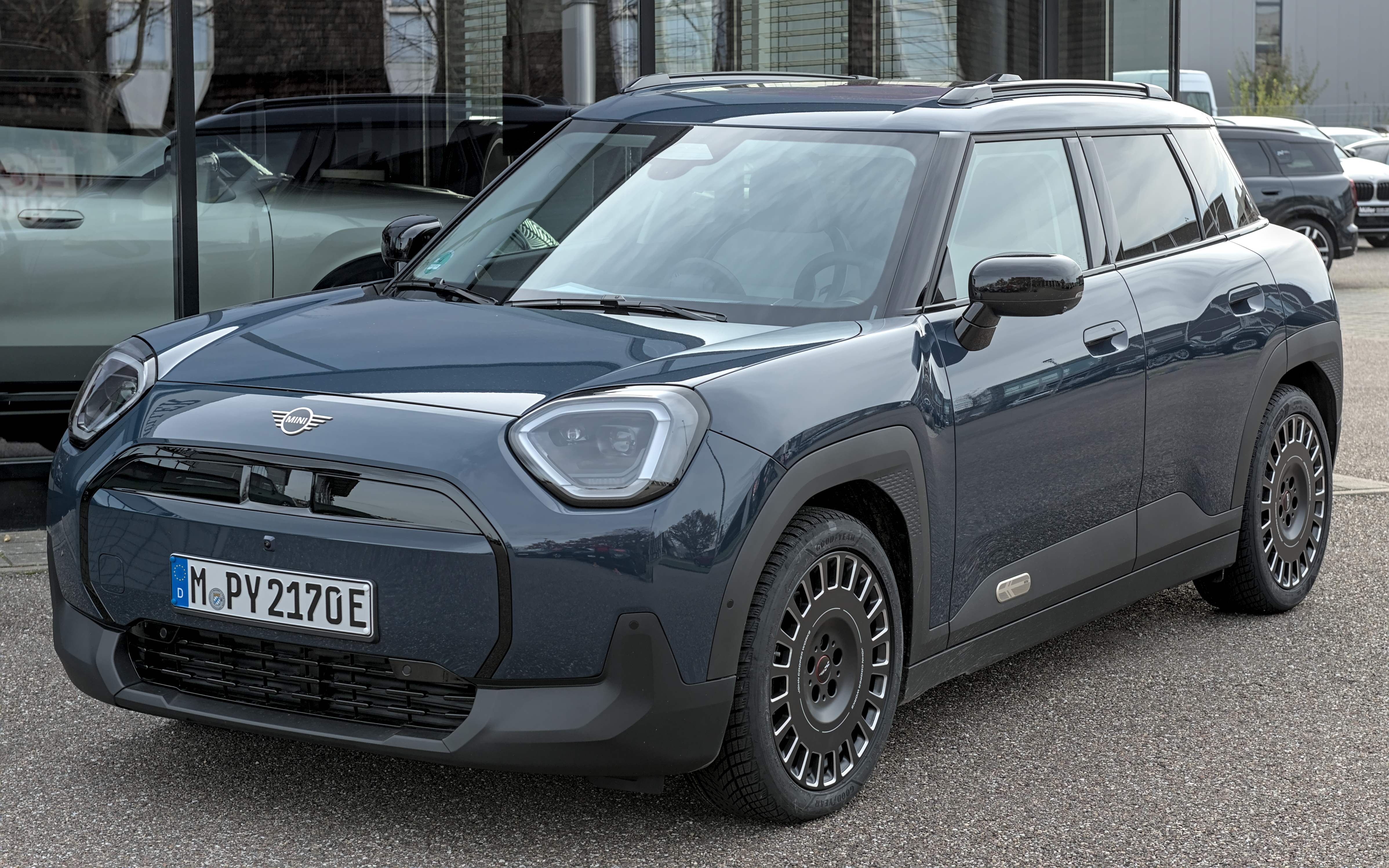
미니 에이스맨(J05)